# Johan George van Saksen-Weißenfels
Johan George van Saksen-Weißenfels (Halle, 13 juli 1677 - Weißenfels, 16 maart 1712) was van 1697 tot aan zijn dood hertog van Saksen-Weißenfels en vorst van Querfurt. Hij behoorde tot de Albertijnse linie van het huis Wettin.

## Levensloop
Johan George was de derde zoon van hertog Johan Adolf I van Saksen-Weißenfels en diens echtgenote Johanna Magdalena, dochter van hertog Frederik Willem II van Saksen-Altenburg.
Omdat zijn twee oudere broers reeds overleden waren, volgde Johan George in 1697 zijn vader op als hertog van Saksen-Weißenfels. Omdat hij op het moment van zijn troonsbestijging nog niet volwassen verklaard was, nam keurvorst Frederik August I van Saksen tot in 1698 het regentschap op van Johan George.
Net als zijn voorgangers neigde Johan George naar grootse hoofse pracht en praal. Zo liet hij een kleine rivierhaven aanleg zodat hij met zijn pleziervloot op de Saale kon varen. De ontwikkelde Johan George was ook een promotor van de kunsten en wetenschappen. Onder zijn regering kende de stad Weißenfels een grote bloei en behoorde het samen met de Keur-Saksische hoofdstad Dresden tot de wetenschappelijke en culturele centra in Midden-Duitsland. Door zijn levenswandel vergrootte hij tegelijkertijd de schuldenberg van Saksen-Weißenfels, waardoor hij mee de financiële ruïne van het hertogdom veroorzaakte die tijdens het bewind van zijn eveneens spilzuchtige broer Christiaan intrad. In 1704 stichtte hij de Orde van de Adellijke Passie, enkel bestemd voor adellijke mannen.
In maart 1712 stierf Johan George op 34-jarige leeftijd. Hij werd bijgezet in de Vorstelijke Crypte van het Slot Neu-Augustenburg. Omdat hij zonder overlevende mannelijke nakomelingen stierf, werd het hertogdom Saksen-Weißenfels geërfd door zijn jongere broer Christiaan.

## Huwelijk en nakomelingen
Op 7 januari 1698 huwde hij in Jena met Frederika Elisabeth (1669-1730), dochter van hertog Johan George I van Saksen-Eisenach. Ze kregen zes kinderen:
- Frederika Elisabeth (1701-1706)
- Johan George (1702-1703)
- Johannetta Wilhelmina (1704-1704)
- Johannetta Amalia (1705-1706)
- Johanna Magdalena (1708-1760), huwde in 1730 met Ferdinand Kettler, hertog van Koerland
- Frederika Amalia (1712-1714)